# Abendudatoi
Der Abendudatoi (Foho Dathoi, Datoi) ist ein osttimoresischer Berg im Verwaltungsamt Bobonaro (Gemeinde Bobonaro). Er befindet sich an der Grenze zwischen der Aldeia Mologuen (Suco Oeleo) und der Aldeia Tapo Tas (Suco Tapo). Östlich liegen die Dörfer Nelgen und Mologuen. Der Abendudatoi hat eine Höhe von 1792 m. Er gehört zum selben Bergmassiv wie der Tapo (1939 m). Im Nordwesten liegt dem Abendudatoi benachbart der Lolo Tumisiri (1495 m), südwestlich der Foho Belgu (1559 m).